# Oorlogsmuseum Niemandsland

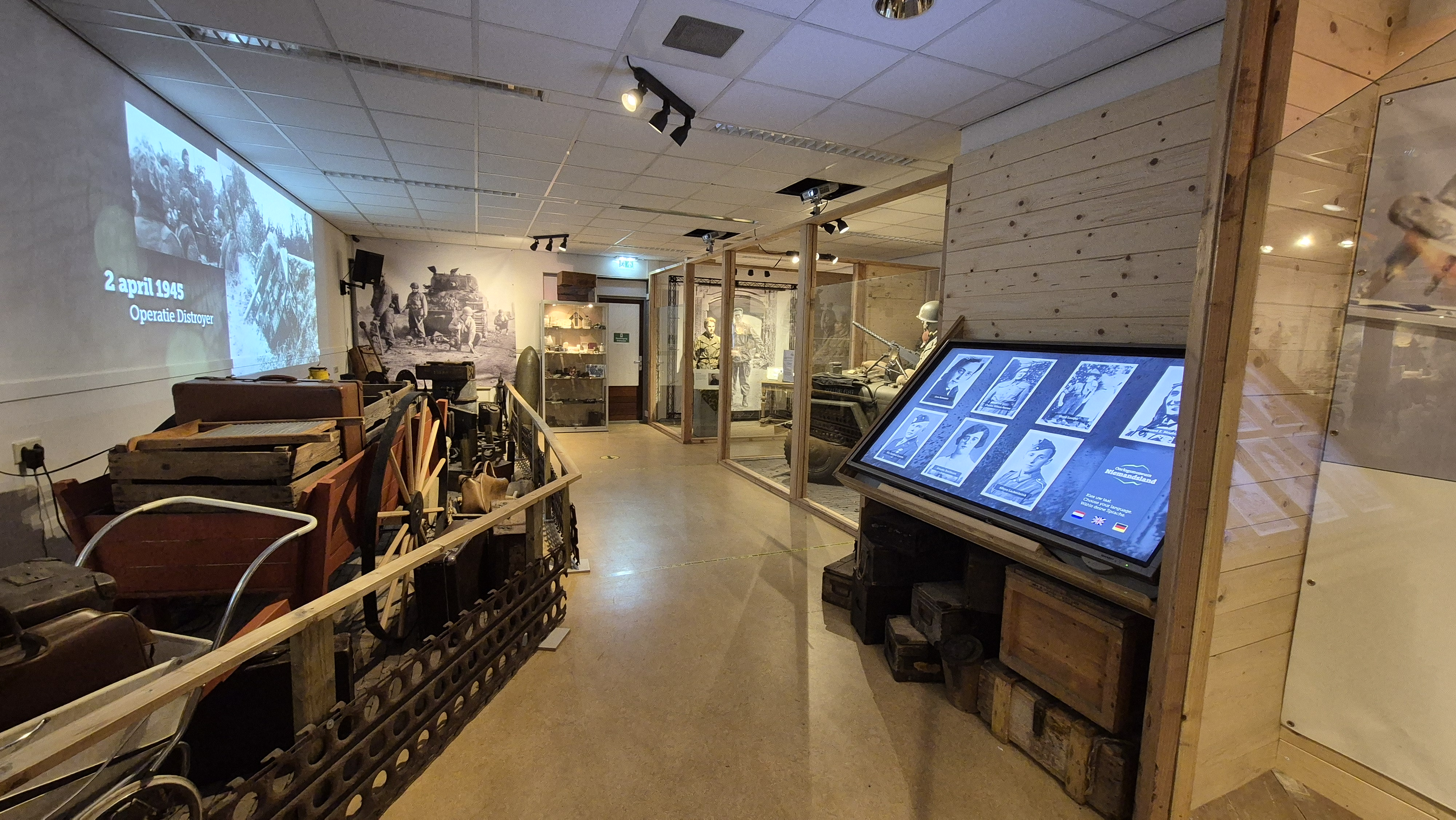
Museum Niemandsland zaal 2

Oorlogsmuseum Niemandsland is een museum dat gelegen is in Gendt, Nederland. Het museum bevindt zich in het voormalige gemeentehuis in Gendt. 
Het museum richt zich op de geschiedenis van de Tweede Wereldoorlog, met een bijzondere focus op de impact van de oorlog op de regio Betuwe en de nabijgelegen dorpen. Er is daar maar liefst 198 dagen lang gevochten. Nergens in West-Europa is zolang front gebied geweest als in de Betuwe. Het museum biedt bezoekers een diepgaande blik op de gebeurtenissen tijdens de oorlogsjaren, met aandacht voor zowel militaire als civiele aspecten.
Het museum is vernoemd naar het "niemandsland", het gebied tussen de frontlinies dat vaak zwaar werd getroffen door de gevechten. De collectie van het museum bestaat uit een breed scala aan artefacten, waaronder wapens, uniformen, gebruiksvoorwerpen, voertuigen, documenten en foto's. Deze objecten bieden een tastbaar inzicht in het dagelijkse leven tijdens de oorlog, zowel voor soldaten als voor burgers.
Daarnaast bevat het museum diverse diorama's en reconstructies die de omstandigheden van de oorlog tot leven brengen. Zo kunnen bezoekers bijvoorbeeld een kijkje nemen in een woonkamer van 1942 of de ontberingen ervaren in de schuilkelder, wat hen een indruk geeft van de moeilijke omstandigheden waarin mensen destijds leefden en vochten.
Oorlogsmuseum Niemandsland organiseert ook regelmatig jeeptours, evenementen en educatieve programma's, gericht op het behoud en de verspreiding van kennis over de Tweede Wereldoorlog. Scholen en andere groepen kunnen gebruik maken van speciale rondleidingen die zijn ontworpen om de geschiedenis op een toegankelijke en leerzame manier over te brengen. 